# Nitsche (Adelsgeschlecht)

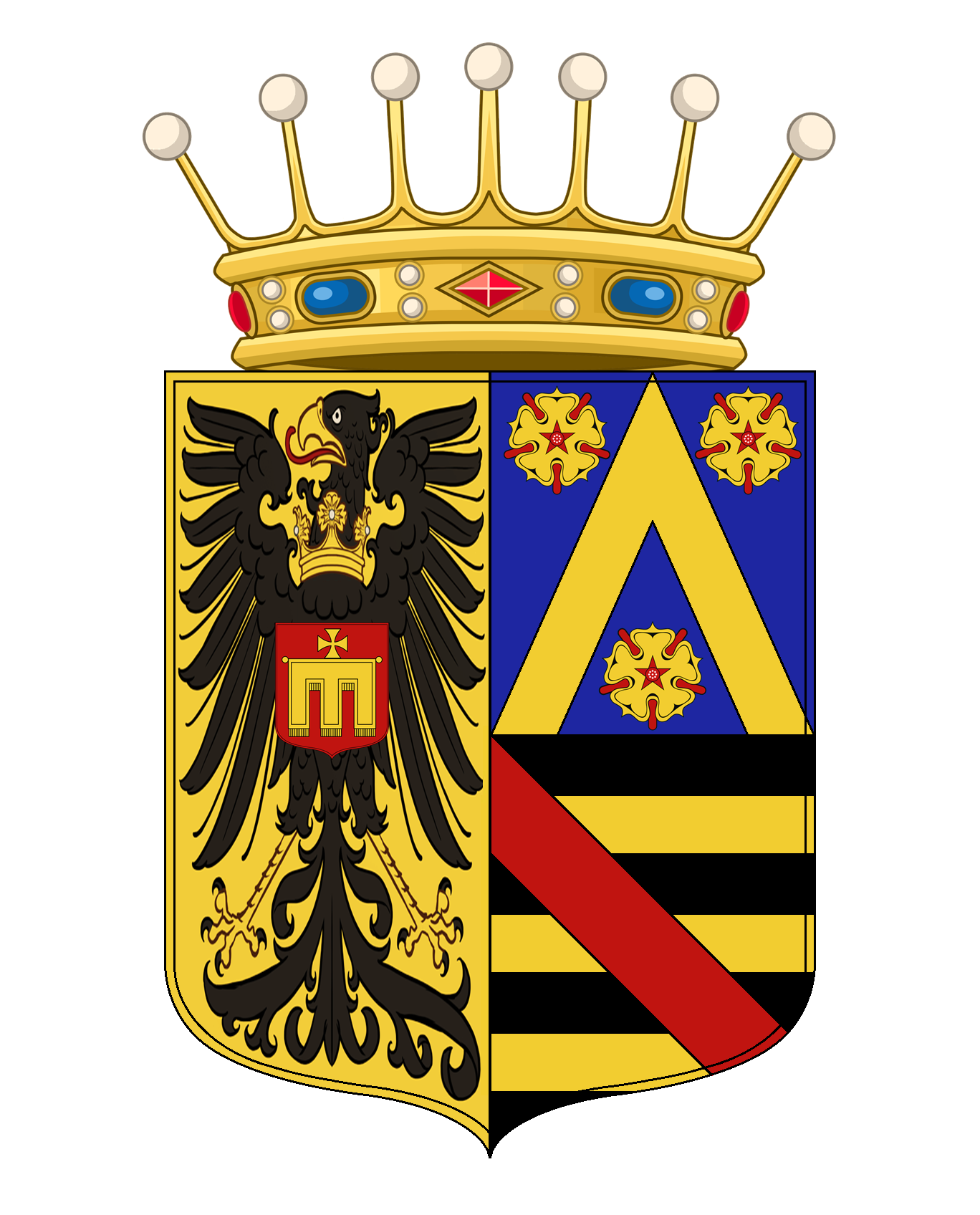
Wappen der Freiherrn von Nitsche aus der Linie Mengelsdorf

Die Familie Nitsche ist ein deutsches als auch österreichisches Adelsgeschlecht. Die Familie soll ursprünglich dem polnischen Adel entstammen. Auf Grund verschiedener Schreibweisen sowie regionaler Sprachen und Dialekte tritt das Geschlecht in der Geschichte mit verschiedenen Namensformen in Erscheinung. So soll die Familie früher Nicius oder auch Nitschütz geheißen haben, polnisch: Scubitz, Niutzsche, Nuitschki. Die in genealogischen Werken auftretenden Namensformen Nicius (Nicki), Nitschke, Nitzschke, Niszczyński, Nitske, Nyča (Nitsche in sorbischer Sprache) und Hitzschky sind dem Namen Nitsche gleichzusetzen. Schon 1385 war Nicze List an der Ecke (Nicze in acie) auf Köslitz und Wendisch-Ossig (heute Deutsch-Ossig) in Görlitz Konsul. Die Bezeichnung „an der Ecke“ soll sich auf das Eckhaus am Ringe bezogen haben. Bereits im Jahr 1634 erhielten die Brüder Christoph und Abraham Nitsche, Herren auf Mengelsdorf und Nieder-Markersdorf bei Görlitz, durch Kaiser Ferdinand II. einen Wappenbrief für sich und ihre Nachkommen mit dem Namen Nitsche zu Görlitz verliehen.

## Nitsche (zu Görlitz)
Nach J. Siebmacher’s Wappenbuch beginnt die gesicherte Stammreihe des evangelischen aus der Oberlausitz stammenden Familienzweiges mit dem kurfürstlich-sächsischen Hofrat Andreas Nitsche, Geburt urkundlich erwähnt 1731 zu Seidau bei Bautzen. Später verheiratet mit Marie von Soltikow (auch Sołtyk oder Saltykow), Tochter des Michael Alexiewitz Graf Soltikow und ab 1776 Besitzer von Gut Löbensmüh. Dies bezieht sich jedoch nur auf die Linie zu Schadewalde und Marklissa, welche Herrn auf Schadewalde und Marklissa sowie Klein-Beerberg und Prettin waren.
Johann Georg von Nitsche, k.k. Hofkammerrat auf Mengelsdorf und Nieder-Markersdorf, der bereits 1715 die Linie zu Mengelsdorf gestiftet hat, findet in J. Siebmacher’s Wappenbüchern nur beiläufig eine Erwähnung.
Neben den oben angeführten Herrschaften und Gütern erwarben die Nitsche im 18. und 19. Jahrhundert noch weitere Rittergüter und Gutshöfe in Schlesien, unter anderem das Rittergut Girlachsdorf mit Vorwerk, Oberhof und Rustikalbezirk sowie die Güter Kanigen, Senitz, Glambach, Niedermittelpeilau, Hemmersdorf und Metschkau.
Dadurch verlagerte sich der Familienschwerpunkt nach (Nieder-)Schlesien, wie auch nach Böhmen und Österreich.
In Urkunden des 15. Jahrhunderts treten im Herzogtum Glogau mehrfach die Namen Niczke, Nitczke oder Nitschke auf, welche im genealogischen Schrifttum dem Geschlecht derer von Kanitz meißnischen Ursprungs zugeordnet werden. Er findet sich auch in späterer Zeit noch als urkundlicher Namenszusatz schlesischer Kanitze. So scheint durch die Namenszuordnung und regionale Überschneidungen ein genealogischer Zusammenhang mit dem Geschlecht der späteren Grafen von Kanitz zu bestehen.
Dabei gehört die Familie Nitsche zu den Geschlechtern, welche bei den Standeserhebungen zu ihrem Familiennamen kein Territorialprädikat erhalten haben, welches dann im Laufe der Zeit durch seine Dominanz dazu führte, dass der Familienname nicht mehr verwendet wurde und entfiel. Auch wenn die Standeserhebungen teilweise das „privilegium denominandi“ beinhalteten, was besagt, dass man seinem Namen den Besitz anfügen darf, hat dies im weiteren Verlauf trotzdem nicht zu einer dauerhaften Änderung und Wegfall des Familiennamens geführt.
In Preußen und anderen Ländern wurden die Familienmitglieder häufig in der Schreibweise von Nitsche geführt. Aber auch andere Schreibweisen (wie oben angeführt) sind immer wieder zu finden.
Lediglich zwei Familienzweige, welche auch in den österreichischen Landen in den Adel aufgenommen wurden, haben (fiktive) Territorialprädikate in Verbindung mit Ehrenwörtern zum Namen erhalten und diese dann dauerhaft zum Familiennamen geführt.
(Siehe hierzu die Abschnitte Nitsche von Hohenplan und Nitsche von Wallwehr)
Seit dem Ende der Monarchie in Österreich-Ungarn und dem Adelsaufhebungsgesetz in Österreich führen die Familienmitglieder keine Prädikate oder Adelstitel mehr. Somit führen heute die Angehörigen aller Familienzweige nur noch den Familiennamen „Nitsche“ (oder andere Schreibweisen).
Insgesamt auffällig ist bei Betrachtung der Familiengeschichte, dass sich im Gegensatz zu anderen Familien im Laufe der Zeit keine einheitliche Schreibweise des Familiennamens ausbildete. Zudem zeigen sich bei den einzelnen Linien teils im Schildbild sehr unterschiedliche Wappen. Lediglich ein gemeinsamer Bezug lässt sich über fast alle Wappen erkennen: Ein Bezug auf einen Adler, entweder im Schildbild oder der Helmzier durch Darstellung von Adlern oder Teilen davon (wachsender Adler, Flug) sowie einen Arm mit Schwert. Dies ist insofern auffällig, da der schwarze Adler (mit Halskrone) und geharnischtem Schwertarm mit Schwert das Stammwappen der russischen Grafen Soltikow (auch Sołtyk oder Saltykow) darstellt und in den meisten Wappen der einzelnen Linien der Nitsche durch die Darstellung ein gewisser Bezug hergestellt wird.
Des Weiteren hat Friedrich Nietzsche einen Zusammenhang mit der polnischen Wappengemeinschaft Radwan herausgestellt (vgl. hierzu Wikipedia-Artikel „Radwan coat of arms“), was sich mit der Familiengeschichte und Herkunft aus dem polnischen Adel sowie den auftretenden Namensformen deckt.

### Standeserhebungen

#### Linie zu Mengelsdorf – später auch zu Reichenbach
Das erste Adelsdiplom erhielt Johann Georg Nitsche (Nitske), kaiserlicher wirklicher Hofkammerrat und Herr auf den Erb- und Allodialgütern Mengelsdorf und Nieder-Markersdorf, mit dem rittermäßigen Adelsstand für das Reich und die Erblande (privilegium denominandi) von Kaiser Karl VI. am 3. März 1715.
Den Reichsfreiherrnstand erhielt Johann Cornel Rudolf von Nitsche im Jahre 1765, mit gleichzeitigem Gesuch um Verleihung des Reichsgrafenstandes.

#### Linie zu Gaslau
Die Erhebung in den österreichischen Ritterstand als "Ritter von Nitsche" erhielt im Jahre 1765 Emanuel von Nitsche als k.u.k. Oberleutnant.

#### Linie zu Schadewalde und Marklissa
Ein erneutes Diplom für den Reichsadelsstand erhielt der Enkel des kurfürstlich-sächsischen Hofrat Andreas Nitsche, Dr. med. Andreas Nitsche, Herr auf Schadewalde und Marklissa sowie Klein-Beerberg und Prettin von Kaiser Franz II. am 2. November 1804 in Wels. Durch die Vermählung mit Christiane Friedericke von Modrach erhielt Dr. med. Andreas von Nitsche die Möglichkeit zum Erwerb dieser Rittergüter und der Stadt Marklissa von seinem Schwiegervater Heinrich Gottlob von Modrach, was die Grundlage für die Erhebung in den heiligen Römischen Reiches Adelsstand bildete.

#### Linie zu Krems
Die Erhebung in den österreichischen Adelsstand als "Edler von Nitsche" erhielt Viktor Johann Theodor von Nitsche, k.u.k. Generalmajor, am 18. März 1893 in Wien, damals als Major im k.u.k. Infanterieregiment „Freiherr von David“ Nr. 72. Sohn des k.u.k. Hauptmann Viktor von Nitsche und der Ludovika, geb. Czarda.

## Nitsche von Hohenplan

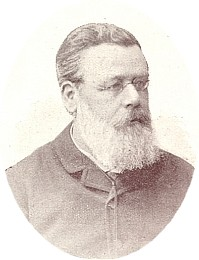
Friedrich Nitsche Edler von Hohenplan, Komtur des Franz Joseph-Ordens, Ritter der Eisernen Krone III. Kl., J. Dr., k.u.k. Regierungsrat

Katholischer und lutherischer Familienzweig, dessen Stammvater Friedrich Nitsche von Hohenplan ist. Österreichischer Adelsstand mit dem Namenszusatz Edler von Hohenplan durch Adelsanerkennung am 28. Juli 1835 für Friedrich Nitsche, k.u.k. Beamter in Innsbruck. Ein Adelsdiplom für den erblichen Adelsstand erhielt sein Sohn Dr. jur. Friedrich Nitsche, k.u.k. Regierungsrat und Notar, Reichsrats- und böhmischer Landtagsabgeordneter, als Edler von Hohenplan am 10. September 1909 in Wien. Dieser erhielt für sein Engagement in Politik, Kultur und Gesellschaft viele Ehrungen und Auszeichnungen, unter anderem erhielt er das Komturkreuz des Franz Joseph-Ordens und das Ritterkreuz III. Klasse des Ordens der Eisernen Krone.
Später erwarben die Nitsche von Hohenplan die Herrschaft und Schloß Herbersdorf in Allerheiligen bei Wildon und wurden dort sesshaft.

## Nitsche von Wallwehr

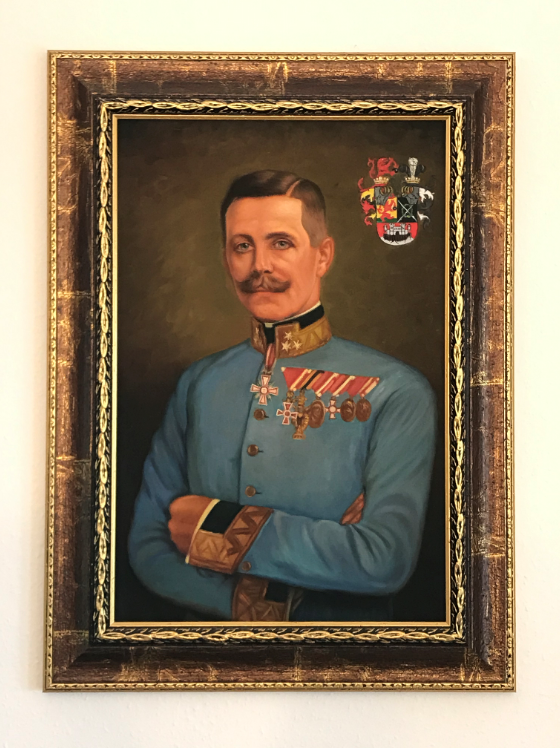
August Nitsche Ritter von Wallwehr als k.u.k. Oberst

Erst katholischer, dann lutherischer Familienzweig, dessen Stammvater August Nitsche von Wallwehr ist. August Nitsche, k.u.k. Oberst in Preußen, erhielt am 16. Oktober 1851 damals noch als Major im 1. Artillerie-Regiment in Wien durch kaiserliches Diplom den österreichischen Ritterstand mit dem Namenszusatz von Wallwehr. August Nitsche Ritter von Wallwehr erhielt den erblichen Ritterstand für sich und seine Nachkommen als Ritter des kaiserlichen Leopold-Ordens. Für Untertanen der von den Habsburgern regierten Ländern war bis 1884 durch Verleihung des Ritterkreuzes des Leopold-Ordens die Erhebung in den erblichen Ritterstand verbunden.

## Wappen

### Nitsche (zu Görlitz)
Wappen aus dem Jahr 1634:
Das Wappen nach dem ersten Wappenbrief aus dem Jahr 1634 ist von Silber und Rot geteilt, darin eine stilisierte Lilie in verwechselten Farben. Auf dem Helm mit rechts schwarz-goldenen, links rot-silbernen Decken ein offener Flug, rechts Schwarz, belegt mit einer goldenen stilisierten Lilie, links Silber, belegt mit einer roten stilisierten Lilie.

### Linie zu Mengelsdorf
In blauem Schild ein goldener Sparren begleitet von drei (2,1) goldenen heraldischen Rosen. Auf dem gekrönten Helm mit blau-goldenen Decken ein schwarzer Flug, belegt mit einer goldenen heraldischen Rose wie im Schild.

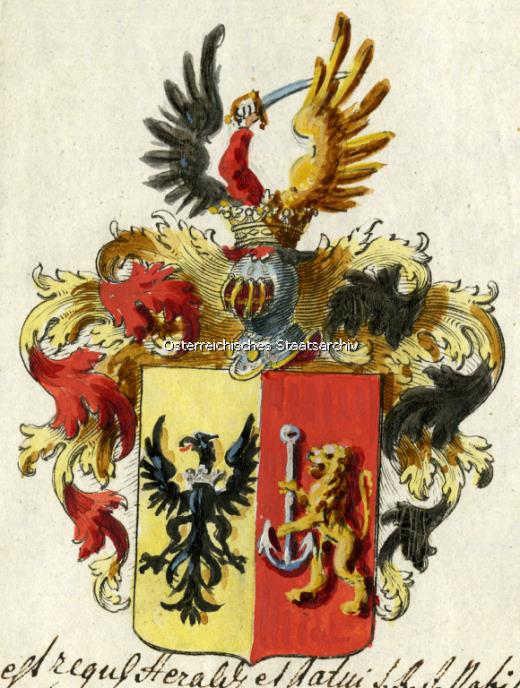
Wappen Herren von Nitsche aus der Linie Schadewalde und Marklissa

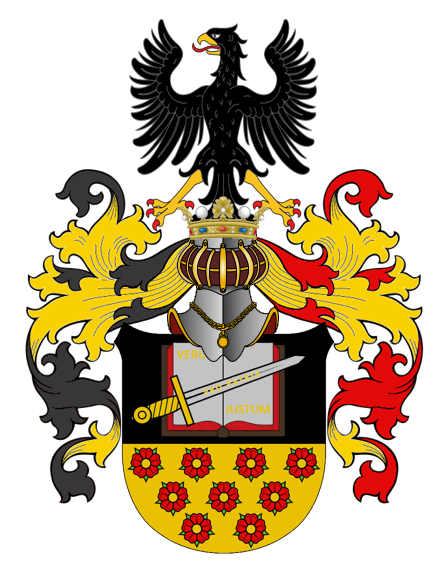
Wappen Nitsche Edle von Hohenplan

Das freiherrliche Wappen zeigt nach einer Darstellung aus dem Familienarchiv einen gespaltenen Schild. Vorne in Gold ein schwarzer Adler mit goldener Halskrone, goldbewehrt mit roter Zunge. Auf der Brust ein Schild tragend, darin in Rot ein goldenes Gonfanon überragt von einem goldenen Tatzenkreuz. Hinten geteilt, oben in Blau ein goldener Sparren begleitet von drei (2,1) goldenen heraldischen Rosen, unten sechs Mal geteilt von Schwarz und Gold, belegt mit einem roten Schrägbalken. Auf dem Schild eine Freiherrnkrone.

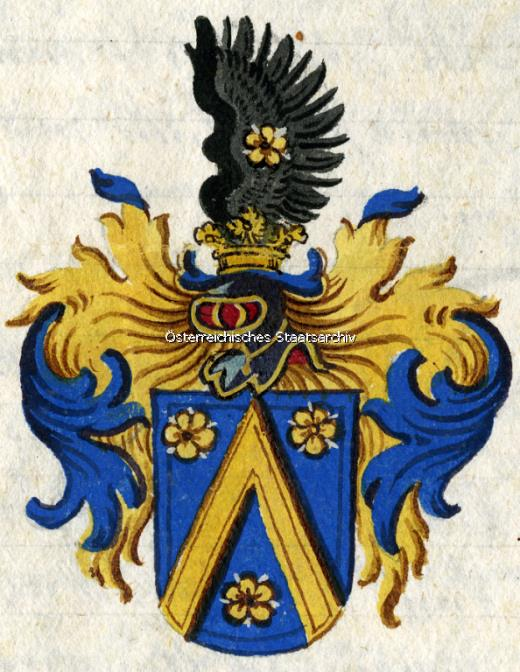
Wappen Herren von Nitsche aus der Linie Mengelsdorf

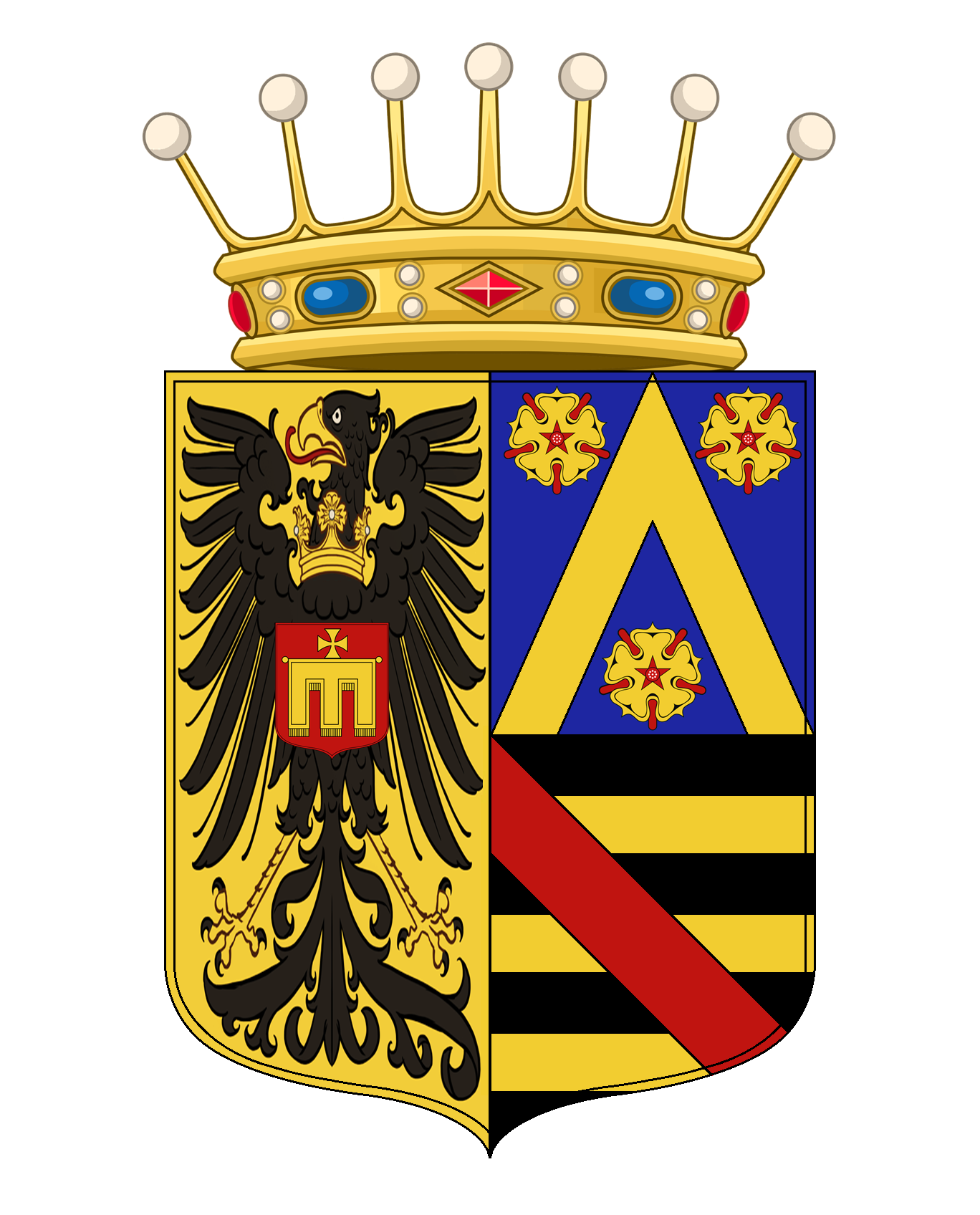
Wappen Freiherrn von Nitsche, Linie Mengelsdorf

### Linie zu Gaslau
Wappen durch einen in Gold und Silber geteilten Schrägbalken geteilter Schild. Oben in Blau eine silberne heraldische Lilie, unten in Rot zwei hintereinander gestellte goldene Adlerflügel. Auf dem Schild zwei gekrönte Helme. Auf dem rechten Helm mit rot-goldenen Decken ein wachsender schwarzer Adler, schwarzbewehrt mit roter Zunge. Auf dem linken Helm mit blau-silbernen Decken ein wachsender goldener Löwe, goldbewehrt mit roter Zunge.

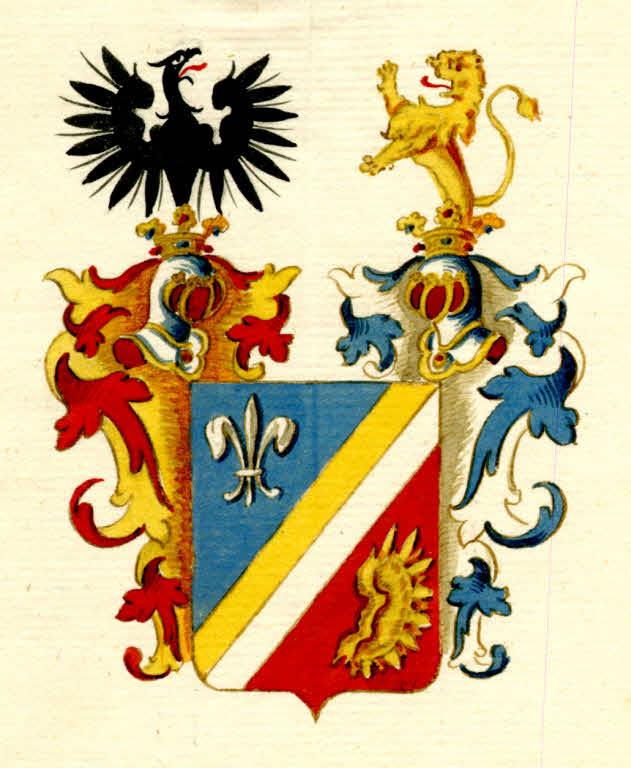
Wappen Ritter von Nitsche aus der Linie zu Gaslau

### Linie zu Schadewalde und Marklissa
Gespalten, vorne in Gold ein schwarzer Adler, schwarzbewehrt mit roter Zunge und goldener Halskrone (in der Literatur auch in Silber beschrieben und dargestellt), hinten in Rot ein goldener Löwe, goldbewehrt und einem silbernen Anker in den Pranken haltend.
Auf dem gekrönten Helm mit rechts rot-goldenen, links schwarz-goldenen Decken ein rot bekleideter Arm mit natürlicher Hand, in dieser einen Säbel haltend, vor einem offenen, rechts schwarzen, links goldenen Flug.

### Linie zu Krems
Ein von Rot und Blau geteilter Schild. Oben ein geharnischter Arm in der Hand ein goldenes Schwert mit silberner Klinge haltend. Unten ein auf einem natürlichen Berg stehender natürlicher Turm mit Tor und zwei darüberliegende Schießscharten. Auf dem gekrönten Helm mit rechts rot-goldenen, links blau-goldenen Decken ein geharnischter Arm in der Hand eine senkrecht nach oben haltende Kriegsaxt mit braunem Stiel und metallfarbiger Axtklinge.

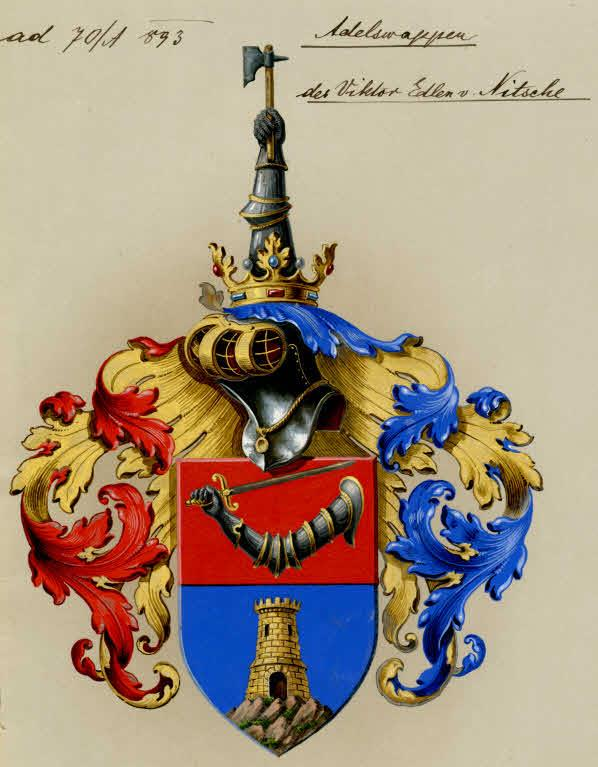
Wappen Edle von Nitsche aus der Linie Krems

### Nitsche von Hohenplan
Wappen aus dem Jahr 1909:
Geteilt, oben in Schwarz ein aufgeschlagenes Buch mit braunem Einband und rotem Schnitt, auf dessen weißen Blättern in goldenen Worten "VERUM ET JUSTUM" stehen, schräglinks überlegt mit einem gold begriffenem blanken deutschen Schwert, dessen Klinge die Inschrift "PRO PATRIA" trägt, unten in Gold 9 (4, 3, 2) gold besamte, grün bespitzte rote Rosen.
Auf dem gekrönten Helm mit rechts schwarz-goldenen, links rot-goldenen Decken ein wachsender golden bewehrter rot bezungter schwarzer Adler.

### Nitsche von Wallwehr
Wappen aus dem Jahr 1851:
Geteilt, oben gespalten, vorne in Gold auf grünem Boden einwärts gekehrt ein roter Löwe, in der rechten Vorderpranke eine brennende Bombe tragend, hinten in Schwarz ein befruchteter natürlicher Lorbeerkranz, durch den zwei geschränkte silberne Turnierlanzen gesteckt sind, unten in Rot auf natürlichem Felsengrund eine von Palisaden umgebene, aus natürlichen Quadersteinen erbaute Festung.
Zwei gekrönte Helme, auf dem rechten mit rot-goldenen Decken der Löwe mit der Bombe wachsend, auf dem linken mit schwarz-silbernen Decken 3 (schwarz, silber, schwarz) Straußenfedern.

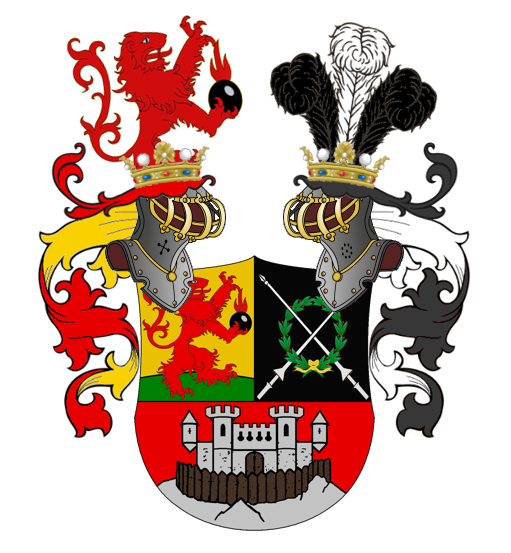
Wappen Nitsche Ritter von Wallwehr

## Herrschaft Nitsche
Als Herrschaft Nitsche (Nietążkowo) wurde ein Gebiet bezeichnet, welches damals im Großherzogtum Posen, um die Stadt Schmiegel (heute polnische Woiwodschaft Großpolen) lag. Anfangs gehörte die Stadt Schmiegel selbst zur Herrschaft Nitsche. Die Herrschaft bestand aus den Gütern Nitsche, Wulsch, Alt-Boyen, Radomitz und Kuschen. Zudem gehörten noch die Dörfer Zirpe, Wiederowo, Smolno und Prauschwitz dazu, sowie eine große Waldfläche. Die Forsten standen jedoch unter herzoglicher Verwaltung. Insgesamt umfasste die Herrschaft Nitsche eine Fläche von 14.909 Morgen und sie zählte neben einem zentralen Wirtschafts- und Schlosshof auch viele Handwerksbetriebe.

## Bekannte Familienmitglieder
- Andreas Nitsche (1731–1795), sorbischer Reisender und Gelehrter
- Eduard von Nitsche (1825–1903), preußischer Generalleutnant
- Hans von Nitsche (1855–1927), preußischer Generalmajor